# Mona Hammond
Mona Hammond,OBE (tên khai sinh Mavis Chin;1 tháng 1 năm 1931 - mất ngày 4 tháng 7 năm 2022), là một nữ diễn viên người Jamaica gốc Trung Quốc và đồng sáng lập của Công ty Nhà hát Talawa. Sinh ra ở Jamaica, Hammond di cư đến Vương quốc Anh vào năm 1959, nơi bà đã sống kể từ đó. Hammond đã có một sự nghiệp sân khấu dài và nổi bật. Bà được biết đến nhiều nhất với công việc của mình trên truyền hình Anh, trong đó bao gồm nhiều vai trò khác nhau trong các bộ phim sitcom đáng chú ý nhất là vai Blossom Jackson trong vở opera EastEnders của BBC. Bà đã được trao Huân chương Đế quốc Anh trong Danh sách Danh dự Sinh nhật Nữ hoàng năm 2005 cho các đóng góp của mình với bộ phim. Năm 2018, Hammond đã được trao giải Thành tựu trọn đời Phụ nữ Thế giới vì sự nghiệp sân khấu lâu đời và nổi bật của bà và vì thành công của các diễn viên người Anh da đen với Công ty Nhà hát Talawa. Hammond có một cậu con trai là một nhiếp ảnh gia thời trang và một cháu gái.

## Sự nghiệp
Hammond bắt đầu sự nghiệp trên sân khấu và xuất hiện sớm trên các chương trình truyền hình như Softly, Softly (1968) và The Trouble Shooters (1969). Vai chính đầu tiên của bà là Lady Macbeth tại Roundhouse năm 1970 trong vở kịch phiên bản Châu Phi của Peter Coe. Bà tiếp tục tham gia nhiều vở kịch của một loạt các nhà văn da đen sắp ra mắt: Sweet Talk của Michael Abbensetts, 11 Josephine House của Alfred Fagon và một vài vở kịch được viết bởi Mustapha Matura bao gồm As Time Goes By, Play Mas và Playboy of the West Indies. Bà cũng đã dành hai năm tại Nhà hát Quốc gia Hoàng gia trong các sản phẩm bao gồm Fuente Ovejuna và Peer Gynt của đạo diễn Declan Donnellan và The Crucible.
Năm 1985 Hammond cùng với Yvonne Brewster, Inigo Espejel và Carmen Munroe thành lập Công ty Nhà hát Talawa, trở thành một trong những công ty nhà hát cho người da màu nổi tiếng nhất của Vương quốc Anh. Tại đó đã sản xuất các vở kịch giành giải thưởng của cộng đồng người châu Phi và đã vô địch với việc giải thích lại các tác phẩm cổ điển của Anh. Hammond đã biểu diễn trong một số sản phẩm của mình bao gồm The Black Jacobins, The Importance of Being Earnest và King Lear.
Hammond diễn vai như mẹ của Shirley Armitage, Velma, trong vở Opera xà phòng Coronation Street của ITV vào năm 1988.
Tiếp theo là tác phẩm truyền hình, bao gồm các vai diễn trong The Sweeney (1976); Wolcott (1980-81), một sê-ri nhỏ gồm ba phần về một thám tử da màu có tại Đông London; Black Silk (1985); Juliet Bravo (1985); Playboy of the West Indies (1985), Casualty (1986) và When Love Dies (1990).
Hammond đã xuất hiện trong Coronation Street của ITV hai lần, lần đầu tiên đóng vai Jan Sargent và lần thứ hai đóng vai bà Armitage, mẹ của Shirley Armitage. Năm 1994, bà được chọn vào vai Blossom Jackson trong EastEnders của BBC. Bà vẫn giữ vai này cho đến năm 1997. Đây là vai trò thứ hai của Hammond trong opera xà phòng, trước đây bà đã từng đóng vai phụ trong nữ hộ sinh của Michelle Fowler vào năm 1986.
Bà cũng là một nữ diễn viên không thường xuyên trong vở kịch truyền hình của BBC The Archers, đóng vai Mabel Thompson, mẹ của người vợ quá cố của Alan Franks (John Telfer).
Hammond đã đóng nhiều vai trò trong sitcom truyền hình, bao gồm: Susu trong Desmond (1990-1994) và ngoại truyện của nó Porkpie (1995-1996); Us Girls (1992-93), trong đó bà diễn Grandma Pinnock; Chef! (1996) và Bà Sylvie Headly trong The Crouches (2003-05).
Năm 1999, bà đóng vai Nan trong bộ phim truyền hình thiếu nhi Pig-Heart Boy, dựa trên tiểu thuyết của Malorie Blackman. Các vai diễn khác của Hammond bao gồm Making Out (1989); Trial &amp; Retribution (1998) với tên Bibi Harrow: Sunburn (1999); Storm Damage (2000); The Bill (2001); Babyfather (2001); White Teeth (2002); A Touch of Frost (2003); Holby City (2001; 2005; 2011); Doctors (2006) và Death in Paradise (2011). Bà cũng xuất hiện trong tập phim Doctor Who " Rise of the Cybermen" năm 2006. Các vai trong phim của bà bao gồm Fords on Water (1983), Manderlay (2005) và Kinky Boots (2006). Hammond xuất hiện trong bộ phim năm 2008 10,000 BC, do Roland Emmerich đạo diễn.